# 3,4-ジヒドロキシフェニルアセトアルデヒド
3,4-ジヒドロキシフェニルアセトアルデヒド(3,4-Dihydroxyphenylacetaldehyde, DOPAL)は、脳の主要な神経伝達物質であるドーパミンの重要な代謝物質の1つである。ニューロン中でのドーパミンの酵素代謝物質は全てDOPALを経由する。「カテコールアルデヒド仮説」によると、DOPALは、パーキンソン病の発病に対して重要な役割を果たす。DOPALは、化学的に合成されている。またDOPALは、主にアルデヒドデヒドロゲナーゼにより無毒化される。